# Podophyllum emeiense
Podophyllum emeiense är en berberisväxtart som först beskrevs av J.L.Wu och P.Zhuang, och fick sitt nu gällande namn av Julian Mark Hugh Shaw. Podophyllum emeiense ingår i släktet fotblad, och familjen berberisväxter. Inga underarter finns listade i Catalogue of Life.